# Spencer Gore
Spencer William Gore (10. března 1850 – 19. dubna 1906) byl anglický tenista, hráč kriketu za Surrey a v roce 1877 historicky první vítěz Wimbledonu.

## Biografie
Narodil se a vyrůstal méně než míli od All England Croquet Club ve Wimbledon Common v hrabství Surrey..
Studoval na Harrow school, kde vynikal ve sportu, zejména fotbalu a kriketu. Od jedenácti let byl kapitánem školního kriketového týmu. V roce 1877 byl All England Croquet Club přejmenován na All England Lawn Tennis and Croquet Club, v němž se první tenisový zápas odehrál o dva roky dříve.. V sezóně 1877 se uskutečnil první ročník nejstaršího tenisového turnaje na světě – Wimbledonu, a to pouze v mužské dvouhře.
Všech dvacet dva hráčů zaplatilo startovné jednu guineu. Premiérový ročník ženského turnaje se uskutečnil až v roce 1884. Během pěti dnů se odehrálo dvacet jedna zápasů. Mistrovství bylo přes víkend přerušeno pro konání každoročního kriketového střetnutí. Plánované finále na pondělí se pro déšť odehrálo až o čtyři dny později. Během pěti zápasů ztratil dvacetisedmiletý tenista pouze dva sety, ve finále zdolal za čtyřicet osm minut Williama Marshalla 6–1, 6–2, 6–4.. Výhra činila dvanáct guinejí a stříbrný pohár darovaný sportovním časopisem The Field.
V následujícím 2. ročníku turnaje nestačil ve finále na Franka Hadowa, kterému podlehl po setech 5–7, 1–6, 7–9.
Zemřel v padesáti šesti letech v Ramsgate v hrabství Kent.

## Finále na Grand Slamu

### Dvouhra

#### Vítěz (1)
| Rok  | Turnaj    | Finalista        | Výsledek      |
| 1877 | Wimbledon | William Marshall | 6–1, 6–2, 6–4 |

#### Finalista (1)
| Rok  | Turnaj    | Vítěz       | Výsledek      |
| 1878 | Wimbledon | Frank Hadow | 5–7, 1–6, 7–9 |